# لويزة متعددة السنابل
لويزة متعددة السنابل (الاسم العلمي: Aloysia polystachya) هو نوع نباتي يتبع جنس اللويزة من فصيلة اللويزية.